# A. C. Miller
Albert C. Miller (* 30. September 1898; † 29. Oktober 1979) war ein US-amerikanischer Politiker. Zwischen 1941 und 1945 war er Vizegouverneur des Bundesstaates South Dakota.

## Werdegang
A. C. Miller lebte in Kennebec im Lyman County. Nach einem Jurastudium und der Zulassung als Rechtsanwalt begann er dort in seinem Beruf zu arbeiten. Gleichzeitig schlug er als Mitglied der Republikanischen Partei eine politische Laufbahn ein. Zwischen 1933 und 1940 saß er als Abgeordneter im Repräsentantenhaus von South Dakota, dessen Speaker er seit 1937 war.
1940 wurde Miller an der Seite von Harlan J. Bushfield zum Vizegouverneur von South Dakota gewählt. Dieses Amt bekleidete er nach einer Wiederwahl zwischen 1941 und 1945. Dabei war er Stellvertreter des Gouverneurs und Vorsitzender des Staatssenats. Seit 1943 diente er unter dem neuen Gouverneur Merrell Q. Sharpe. Im Jahr 1944 kandidierte er erfolglos in den Vorwahlen seiner Partei für einen Sitz im US-Senat. Von 1961 bis 1963 bekleidete er das Amt des Attorney General seines Staates. Er starb am 29. Oktober 1979. Sein Sterbeort ist ebenso wenig überliefert wie sein Geburtsort.